# Billboardlistans förstaplaceringar 1959
Detta är en lista över 1959 års förstaplaceringar på Billboard Hot 100. 

## Listhistorik
| Datum        | Sång                                          | Artist                          |
| 5 januari    | "The Chipmunk Song (Christmas Don't Be Late)" | David Seville och The Chipmunks |
| 12 januari   | "The Chipmunk Song (Christmas Don't Be Late)" | David Seville and The Chipmunks |
| 19 januari   | "Smoke Gets in Your Eyes"                     | The Platters                    |
| 26 januari   | "Smoke Gets in Your Eyes"                     | The Platters                    |
| 2 februari   | "Smoke Gets in Your Eyes"                     | The Platters                    |
| 9 februari   | "Stagger Lee"                                 | Lloyd Price                     |
| 16 februari  | "Stagger Lee"                                 | Lloyd Price                     |
| 23 februari  | "Stagger Lee"                                 | Lloyd Price                     |
| 2 mars       | "Stagger Lee"                                 | Lloyd Price                     |
| 9 mars       | "Venus"                                       | Frankie Avalon                  |
| 16 mars      | "Venus"                                       | Frankie Avalon                  |
| 23 mars      | "Venus"                                       | Frankie Avalon                  |
| 30 mars      | "Venus"                                       | Frankie Avalon                  |
| 6 april      | "Venus"                                       | Frankie Avalon                  |
| 13 april     | "Come Softly to Me"                           | The Fleetwoods                  |
| 20 april     | "Come Softly to Me"                           | The Fleetwoods                  |
| 27 april     | "Come Softly to Me"                           | The Fleetwoods                  |
| 4 maj        | "Come Softly to Me"                           | The Fleetwoods                  |
| 11 maj       | "The Happy Organ"                             | Dave "Baby" Cortez              |
| 18 maj       | "Kansas City"                                 | Wilbert Harrison                |
| 25 maj       | "Kansas City"                                 | Wilbert Harrison                |
| 1 juni       | "The Battle of New Orleans"                   | Johnny Horton                   |
| 8 juni       | "The Battle of New Orleans"                   | Johnny Horton                   |
| 15 juni      | "The Battle of New Orleans"                   | Johnny Horton                   |
| 22 juni      | "The Battle of New Orleans"                   | Johnny Horton                   |
| 29 juni      | "The Battle of New Orleans"                   | Johnny Horton                   |
| 6 juli       | "The Battle of New Orleans"                   | Johnny Horton                   |
| 13 juli      | "Lonely Boy"                                  | Paul Anka                       |
| 20 juli      | "Lonely Boy"                                  | Paul Anka                       |
| 27 juli      | "Lonely Boy"                                  | Paul Anka                       |
| 3 augusti    | "Lonely Boy"                                  | Paul Anka                       |
| 10 augusti   | "A Big Hunk o' Love"                          | Elvis Presley                   |
| 17 augusti   | "A Big Hunk o' Love"                          | Elvis Presley                   |
| 24 augusti   | "The Three Bells"                             | The Browns                      |
| 31 augusti   | "The Three Bells"                             | The Browns                      |
| 7 september  | "The Three Bells"                             | The Browns                      |
| 14 september | "The Three Bells"                             | The Browns                      |
| 21 september | "Sleep Walk"                                  | Santo & Johnny                  |
| 28 september | "Sleep Walk"                                  | Santo & Johnny                  |
| 5 oktober    | "Mack the Knife"                              | Bobby Darin                     |
| 12 oktober   | "Mack the Knife"                              | Bobby Darin                     |
| 19 oktober   | "Mack the Knife"                              | Bobby Darin                     |
| 26 oktober   | "Mack the Knife"                              | Bobby Darin                     |
| 2 november   | "Mack the Knife"                              | Bobby Darin                     |
| 9 november   | "Mack the Knife"                              | Bobby Darin                     |
| 16 november  | "Mr. Blue"                                    | The Fleetwoods                  |
| 23 november  | "Mack the Knife"                              | Bobby Darin                     |
| 30 november  | "Mack the Knife"                              | Bobby Darin                     |
| 7 december   | "Mack the Knife"                              | Bobby Darin                     |
| 14 december  | "Heartaches by the Number"                    | Guy Mitchell                    |
| 21 december  | "Heartaches by the Number"                    | Guy Mitchell                    |
| 28 december  | "Why"                                         | Frankie Avalon                  |